# Raión de Vózhega
El raión de Vózhega (ruso: Вожего́дский райо́н) es un distrito administrativo (raión) ruso perteneciente a la óblast de Vólogda. Se ubica en el norte de la óblast. Su capital es Vózhega.
En 2023, el raión tenía una población de 13 814 habitantes. Su territorio limita al norte con la óblast de Arcángel y está delimitado al oeste por el lago Vozhe.

## Subdivisiones
Comprende el asentamiento de tipo urbano de Vózhega (la capital, donde vive la mitad de la población distrital) y trescientas localidades rurales, aunque solamente dos de estas últimas superan los quinientos habitantes y la mayoría están despobladas o casi despobladas. Debido a esta dispersión rural, desde 2022 el autogobierno local del raión toma la forma jurídica de ókrug municipal, de forma que un solo ayuntamiento con sede en Vózhega ejerce su jurisdicción sobre todo el raión.
Antes de 2022, el raión se dividía en el ayuntamiento urbano de Vózhega y siete asentamientos rurales: Bekétovskaya, Kádnikovski, Mishutinskaya, "Nizhneslobodskoye" (con sede en Derevenka), "Tiguinskoye" (con sede en Grídino), Yuchka y "Yavengskoye" (con sede en Baza).